# 小行星285263
小行星285263，即(285263) 1998 QE2是一颗直径为2.75（1.71英里）的近地小行星。 它是位于新墨西哥州索柯洛的林肯近地小行星研究小组（LINEAR）在1998年8月19日发现。 小行星285263每14年接近地球一次并变得容易观测，其轨道已经被明确测定。

## 特征
小行星285263表面覆盖着炭黑，这意味着它的前身可能是一颗曾接近过太阳的彗星。 不过，它对木星的蒂塞朗参数（TJ=3.2）并不能明确它曾经是一颗彗星。 它非常昏暗，反照率仅有0.06，即照射到它表面的光线有94%都被吸收。 小行星285263是一颗阿莫尔型近地小行星，它的整个公转轨道都在地球轨道的外面。 它和地球的最小轨道相交距离（E-MOID）为0.035AU（5,200,000千米）。 它的公转周期为3.77年。

## 卫星
2013年5月29日，金石深空通讯联合体（Goldstone Deep Space Communications Complex，简称金石）对小行星285263进行雷达成像观测，发现它拥有一颗直径约为600（2,000英尺）的小行星衛星。 在雷达图像上，卫星比小行星还要明亮，这是因为卫星的旋转速度比小行星慢很多，反射无线电波相对比较多的缘故。 如果卫星的轨道能够确定，天文学家就可以据此算出小行星的质量和密度。

## 接近地球
2013年5月31日协调世界时20:59，小行星285263在距离地球0.039AU（5,800,000千米，约等于地月距离的15倍）的空间经过。 这是这颗小行星在未来至少两个世纪内离地球最近的一次。 在靠近地球时，它的视星等约为11等，使用小型天文望远镜就可以观测到。
对小行星的轨道进行回推发现，它曾经于1975年6月8日在距离地球0.08AU（12,000,000千米）的地方经过， 当时视星等为13.9。 它下一次显著靠近地球将发生在2221年5月27日，距离地球仅0.038AU（5,700,000千米）。
|  |  |